# Moulamein
Moulamein is een plaats in de Australische deelstaat New South Wales en telt 423 inwoners (2001). Het is de hoofdplaats van de Local Government Area Shire of Wakool.